# Kitzbühler Ache
Kitzbühler Ache är ett vattendrag i Österrike. Det ligger i den centrala delen av landet, 300 km väster om huvudstaden Wien.
I omgivningarna runt Kitzbühler Ache växer i huvudsak blandskog. Runt Kitzbühler Ache är det ganska tätbefolkat, med 52 invånare per kvadratkilometer.